# 清風南海中学校・高等学校
清風南海中学校・高等学校（せいふうなんかい ちゅうがっこう・こうとうがっこう、英: Seifunankai Junior & Senior High School）は、大阪府高石市綾園に所在し、中高一貫教育を提供する私立中学校・高等学校。

## 概要
高等学校において、中学校から入学した内部進学の生徒と高等学校から入学した外部進学の生徒との間で、混合せずクラスを編成する併設型中高一貫校（別クラス型）。
教育方針、行事、校章、校歌など、創立者を同じとする姉妹校の清風中学校・高等学校と共通する部分が多い。

### 建学の精神
- 徳・健・財、三拍子をそろった姿でルールを守り、世の中のために尽くす人間となるために、勤勉努力する理想的な人物を育成する[1]。

### 教育方針
- 勤勉と責任とを重んじ、自立的精神を養うと共に、明朗にして誠実、常に希望の中に幸福を見出し、社会の全てから「安心」と「尊敬」と「信頼」の対象となり、信用される人物を育成するため、仏教を中心とした宗教による教育を実施する[1]。

#### 教育目標
- 清風南海魂を獲得させ、福の神すなわち社会の全てから安心と尊敬と信頼（徳・健・財）される人物を育成する[1]。

#### 清風南海魂
- 清風南海魂とは、社会の全てから安心と尊敬と信頼される人物になるという目標を、実行させる精神力であり、実現させる魂である[1]。清風南海魂を体得するためには、

1. 正しい判断力を育成し、鋭い断行力を養うこと。
2. 先祖伝来の宗教を中心に敬神崇祖の念を養い、信仰心を確立し、信念と不屈の精神力を身につけること。
3. 常に節制を守り、体力の錬磨向上を計り、徹底した精進努力をすること。
4. 礼節を重んじ、父母を大切にし、先祖に感謝し、年長者や先生を尊敬すること。
5. 素行を正しくして、常に正確な予算生活の実行者となること。
6. 常に自利利他・福の神のコースを脱線せぬよう心がけ、急がず、息まずの心構えで勤勉努力を続けること[1]。

## 沿革

### 略歴
南海電気鉄道株式会社が母体であった学校法人南海学園が設置・運営した、定時制課程電気科のみの南海高等学校が前身である。同校は、中学校卒業で同社へ入社した社員に対し、高等学校卒業資格を与え、且つ運転士を養成することを目的に開設された「企業内高校」であった。
しかし、急激な高校進学率の上昇に伴い、南海高等学校への著しい受験者減、遂には受験者皆無といった事態を招き、廃校寸前の状況を迎えた。当時、泉北地域の自治体や堺市教育委員会当局より同地域への高校設置の要望もあり、また、学校法人清風学園理事長であった平岡宕峯が「泉州地域に私立男子高校を新設したい」という念願を抱いていたこと等が重なり、同校の経営を平岡宕峯に全面委譲する計画が進められた。
南海高等学校は泉北郡高石町羽衣998番地に高師浜駅に併設する形で所在したが、高石町有志の協力により、高石町南96番地（現・高石市綾園5丁目7番64号）に10,000坪（33,000㎡）の校地を新たに取得し、1963年4月、全日制課程普通科に改編の上、移転開校した。南海高等学校とは教育内容も教育目的も全く異なるものであり、言わば「学校法人」の看板のみを譲り受けた、というのが実情であった。
1983年4月に清風南海中学校を併設開校し、中高一貫教育校となる。昭和時代は男子校であったが、1999年度より中学校が、そして2002年度より高等学校も男女共学となった。

### 年表
- 1962年12月26日 - 学校法人南海学園理事会・評議員会において、学校法人清風南海学園と改称し、平岡宕峯を理事長に選任。
- 1963年
  - 2月16日 - 寄付行為一部変更（開設）認可申請を大阪府から認可される。
  - 4月1日 - 清風南海高等学校が開校。当初は清風高等学校内に仮校舎を置く。
  - 7月 - 泉北郡高石町南96番地（現・高石市綾園5丁目7番64号）に移転。
- 1983年4月 - 清風南海中学校を併設開校。オーストラリア ブリズベン・グラマー・スクールと姉妹校提携。
- 1984年4月 - イギリス ザ・ロイヤル・ウルバー ハンプトン・スクールと姉妹校提携。
- 1985年4月 - イギリス モンマス・スクールと姉妹校提携。
- 1985年10月 - フィリピン カレジオ・デ・サンファン・デ・レトランと姉妹校提携。
- 1986年9月 - 芸術棟竣工。
- 1987年9月 - 第2体育館竣工。
- 1989年5月 - 黎明の鐘建立。
- 1996年3月 - 新校舎（宕峯館）竣工。
- 1998年4月 - 中国 北京大學付属中学と姉妹校提携。
- 1999年
  - 3月 - 校外学舎 岬キャンパス新設。
  - 4月 - 中学校男女共学実施。
- 2000年3月 - 新第一体育館竣工。
- 2002年4月 - 高等学校男女共学実施。
- 2005年9月 - 同学園で初めて、文化部が中心となって活躍する「文化・芸術の日」が始まる。
- 2013年
  - 4月 - 新校舎完成（本館・西館・東館）。
  - 5月 - 新第二体育舘完成。
- 2015年4月 - 中学、高校共に新入生より男子のカッターシャツのデザインを一新。スーパーグローバルハイスクール（5年間）に指定される。
- 2016年9月 - 高等学校の生徒全員にノートPCの購入を義務付けるなど、教育のICT化を進める。

## 基礎データ

### 所在地
- 大阪府高石市綾園5丁目7番64号

### アクセス
- 北助松駅徒歩5分
- 高石駅徒歩約7分
- 北信太駅徒歩20分
- 泉ヶ丘駅・栂・美木多駅・光明池駅・和泉中央駅・和泉府中駅・金剛駅・金剛高校前・富田林駅からスクールバス。

#### 自転車通学
1. 通学時間が徒歩で20分以上かつ自転車で30分以内で、付近に最寄り駅がないこと
2. 学校を起点として、半径1km以上5km以内であること
3. 自転車保険に加入していること
4. 交通ルールを遵守すること

### 象徴

#### 校章
旧制第一高等学校の校章である「柏」と「橄欖（）」の葉をデザインの基調としている。柏は武の神マルス、橄欖は知慧の実で文の神ミネルバの象徴である。清風中学校・高等学校と同じ校章である

#### ロゴマーク
2023年、創立60周年を記念してロゴマークを制定し、学園で行う行事・活動及び使用する教材・用具・制服等において使用する。清風南海学園の頭文字である「S」及び「N」を核とし、学園で学ぶ生徒をSNから伸びる月桂樹の若葉に見立てて表現し、時を経て学園で成長し外に向かって伸びる様子を月桂樹の葉で表現する。

#### 校歌
作詞は平岡宕峯・作曲は四至本藤枝であり、歌詞は4番まである。清風中学校・高等学校と同じである。

#### 制服
中学校、高等学校ともに制服の着用を求められる。20年に渡り瀧本社製（スクールタイガーα）の制服を採用・調達していたが、2019年度の新入生から制服が一新され、菅公学生服社製（カンコー）の制服を採用・調達している。
- 中学校冬服

ロゴマーク入り・濃紺色・詰襟上着、濃紺色・冬ズボン、白色・長袖カッターシャツ、濃紺色・セーター、（濃紺色・ベスト）、ロゴマーク入り・グレー・イートンジャケット、濃紺色・冬スカート、セーラー襟・白色・長袖ブラウス・濃紺色・ネクタイ、白色／紺色スクールソックス、（白色・カーディガン）
- 中学校夏服

白色・半袖カッターシャツ、濃紺色・夏ズボン・セーラー襟・白色・半袖ブラウス、濃紺色・夏スカート
- 高等学校冬服

共通：エンブレム入り・暗濃紺色・ブレザー、暗濃紺色・冬ズボン、濃紺色・セーター、赤と濃紺のレジメンタル柄・ネクタイに白色・長袖カッターシャツ、（濃紺色・ベスト）または赤と暗濃紺のタータンチェック柄・冬スカート、白色・長袖ブラウス、（白色・カーディガン）
- 高等学校夏服

暗濃紺色・夏ズボン、赤と濃紺のレジメンタル柄・ネクタイに白色・半袖カッターシャツまたは赤と暗濃紺のタータンチェック柄・夏スカート、白色・半袖ブラウス

#### 頭髪規定
仏教を中心とした宗教教育を実施しており、髪型は原則として男子は丸刈りである。希望者には長髪も認められるが、頭髪の裾と耳元全体を刈り上げるように規定される。

#### 般若心経奉納
度重なる遅刻や、禁止事項を順守せず改善が見られない生徒に対し、懲戒として、回数に応じた般若心経の奉納（写経）が課される。

## 設置する課程、学科、コース及び定員

### 清風南海中学校
- スーパー特進コース：2〜3学級
- 特進コース：4〜5学級

### 清風南海高等学校
- 全日制課程
  - 普通科
    - スーパー特進コース：3学級
    - 特進コース：4学級
    - 3か年特進コース：1学級

### コース
中学校及び高等学校全日制課程普通科にはコース制が導入されており、上記のコースが設置されている。各コースとも高等学校2年次より文系・理系に分かれる。
スーパー特進コースは東京大学・京都大学・医学部医学科など超難関国立大学・学部への現役合格を目指し、特進コースは京都大学・大阪大学・神戸大学など難関国立大学への現役合格を目指すコースである。スーパー特進コースと特進コースの間において、学業成績等により年度末の3月に入替が実施される。
3か年特進コースは3年間、清風南海中学校からの進学生（内部進学生）とは別のコースでクラス編成をし、独立したカリキュラムにより、志望する国公立大学への現役合格を目指す。また、教科によっては内部進学生との合流授業がある。

### 生徒募集
中学校の募集人員はスーパー特進コースと特進コースを合わせて約270名、高等学校全日制課程普通科は3か年特進コースのみの募集で、人員は40名。中学校・高等学校共に、海外帰国生入試は実施されているが、転学および編入学の募集・受入れは実施されていない。
- スーパー特進コース：約110名（海外帰国児童入学枠を含む）
  - A入試：約90名
  - B入試：約20名
- 特進コース：約160名（海外帰国児童入学枠を含む）
  - A入試：約130名
  - B入試：約30名
- 3か年特進コース（高等学校全日制課程普通科のみ）：40名（海外帰国生徒入学枠を含む）

#### 入学者選抜
中学校への入学志願者に対し、入学試験（学力検査のみ）を実施し選抜する。出願資格は以下の通りである。
- 学校教育法第1条に定められた小学校を卒業見込みの者[6]
- 海外帰国児童入学制度を希望し、次のすべてに該当する者

1. 保護者の海外在留に伴って外国に滞在した者
2. 外国における滞在期間が約1年6カ月以上で帰国後2年以内である者
3. 日本語による履修に支障がない者。
4. CEFRのA2以上、または、同程度の英語(学)力を有する者
5. 入学前年度の3月に6年間の初等教育課程が終了する見込みの者
6. 入学年度の4月以降、保護者宅から通学が可能である者
高等学校への入学志願者に対し、入学試験（学力検査及び個人報告書（または成績証明書））を実施し選抜する。出願資格は以下の通りである。
- 中学校を卒業した者、または入学前年度3月卒業見込の者
- 文部科学大臣が指定した在外教育施設の中学校の課程を修了した者、または入学前年度3月修了見込みの者[5]
- 海外帰国生徒入学制度を希望し、次のすべてに該当する者

1. 保護者の海外在留に伴って外国に滞在した者
2. 外国における滞在期間が約1年6カ月以上で帰国後2年以内である者
3. 日本語による履修に支障がない者。
4. CEFRのB1以上、または、同程度の英語(学)力を有する者
5. 入学前年度の3月に9年間の初等・中等教育課程が終了する見込みの者
6. 入学年度の4月以降、保護者宅から通学が可能である者
中学校入試において、志望コースをスーパー特進コースで出願して不合格の場合、特進コースへの回し合格がある。特進コースで出願してスーパー特進コースの合格基準に達する場合、スーパー特進コースへの合格となり、入学時のコースを選択することが出来る。
高等学校入試、そして2025年度以降の中学校入試（A入試）、には専願と併願の受験区分があり、専願は専願合格基準点を用いて合否判定を行う。
海外帰国児童入学制度、海外帰国生徒入学制度及び中学校入試（A入試）の専願受験区分は、英語検定資格による加点制度を利用することが可能。

## 特別活動

### 学級活動・ホームルーム活動
朝礼時、生徒は般若心経を読誦し、早朝テストを受ける。
中学では、特別活動の授業時数はホームルーム（LHR）として週1時間、年間35時間、学級活動に充てられる。

### 生徒会活動
高校生が選挙活動を行うことを初代校長が難色を示したため、生徒会が設けられておらず、中学校学習指導要領第5章及び高等学校学習指導要領第5章に記載の生徒会活動は実施されていない。その為、生徒会主催行事は存在せず、行事を進める際には、行事毎に有志の委員会を立ち上げる場合がある。

## 学校行事

### 富士登山・樹海散策・東大見学
富士の頂に挑むことにより、艱難辛苦を克服し、目標実現への力や自信を養うべく、1984年8月、中学1期生による第1回富士登山を挙行し、1993年以降、中学3年生7月の学校行事として定着。1995年には、受験に対する心構えを植え付け、そのモチベーションを高めさせる目的で、東京大学見学と校舎内での特別講義が企画され、以後2つの行事が共に定着した。

### 文化芸術の日
9月第1週の金・土曜日の2日間に渡り開催。模擬店については行事範囲には含まれず、出店そのものが無い。概ね部外者は来場出来ないが、保護者や受験希望者は2日目の公開日に来場可能。

### スポーツ大会
1983年11月、中学1期生による第1回校内スポーツ大会が開催され、以降、10月に行われる、健康増進・体力増強に寄与する行事として定着。

### マラソン大会
1986年、第1回校内マラソン大会が開催され、以降、会場を浜寺公園に移し、1月に行われる行事として定着。

## 部活動
生徒の自主的，自発的な参加により行われる部活動については、スポーツ庁及び文化庁の部活動の在り方に関する総合的なガイドラインに準拠して、週当たり3日以上（平日は2日以上、土曜日及び日曜日は1日以上）の休養日を設けており、活動日を週2日または週3日に設定する部活動が多い。
文化部は中高合同かつ男女合同の部が多いが、中学校のみ・高校のみの部や、男女いずれかのみの部もある。

### 中学
- 剣道部
- 硬式テニス部
- サッカー部
- 陸上部
- ソフトボール部
- 卓球部
- バスケットボール部
- インターアクト部
- 吹奏楽部
- 美術部
- 囲碁・将棋部
- 科学研究部
- 演劇部
- 鉄道研究部
- フィールドワーク部
- 茶道研究部
- ESS部
- 放送部

#### 高校
- 剣道部
- 硬式テニス部
- サッカー部
- 陸上部
- ソフトボール部
- 卓球部
- バスケットボール部
- バレーボール部
- テコンドー部
- タッチラグビー部
- インターアクト部
- 吹奏楽部
- 美術部
- 囲碁・将棋部
- 科学研究部
- 演劇部
- 鉄道研究部
- フィールドワーク部
- 茶道研究部
- ESS部
- 放送部
- 軽音楽部

## 不祥事
- 2007年には、文部科学省から履修漏れの通達がなされた。これを受け、学校側は時間割を例年平日60分×6時限、土曜日60分×3時限であったのを平日50分×7時限、土曜日50分×4時限に変更した。

## 関係者と組織

### 組織
- 清風南海学園金剛会 - 同窓生による同窓会組織で、学園内に事務局を置く。1988年、平岡宕峯の命名により発足[16]。
  - 東京金剛会 - 首都圏に在住する出身者を対象とした同窓会組織。
- 清風南海学園教育後援会 - 保護者による後援会組織で、学園内に事務局を置く。年2回機関誌「教育後援会通信」を発行する。1988年7月、学園の教育に関して後援をし、その発展に寄与する事を目的として発足[16]。教職員とは独立して、教育及び教育環境の充実の為に学園に協力し、学校運営には関与しない。

### 関係者

#### 出身者
政治家
- 酒井了
- 阪口伸六

実業
- 小川啓之
- 好本達也
- 菅生新

作家
- 貴志祐介
- 万城目学
- 山田隆道

学者・教師
- 櫻井伸一
- 武内和彦
- 藤岡慎介

芸能人
- 呉城久美
- 小早川俊輔
- 檜原洋平
- 福岡良子

## 対外関係

### 系列校
- 清風中学校・高等学校
- 清風情報工科学院

### 海外姉妹校
- ブリスベン・グラマースクール（英語版） - 1983年4月、姉妹校提携締結
- ザ・ロイヤル・ウルバーハンプトン・スクール（英語版） - 1984年4月、姉妹校提携締結
- モンマス・スクール（英語版） - 1985年4月、姉妹校提携締結
- カレジオ・デ・サンファン・デ・レトラン（英語版） - 1985年10月、姉妹校提携締結
- 北京大学附属中学 - 1997年4月、姉妹校提携締結